# Белавин (хутор)
Белавин — хутор в Боковском районе Ростовской области.
Входит в состав Боковского сельского поселения.

## География
Находится на высоте 108 м над уровнем моря. Через хутор протекает река Кривая, впадающая в Чир.
На хуторе три улицы — Заречная, Степная и Центральная.

## История
Хутор Белавин был основан в 1810 году.
Во время создания Верхне-Донского округа в 1918 году, хутор Белавин вместе еще с 11 другими хуторами были в подчинении у станицы Боковской.
В июне 2013 года началась реконструкция моста на девятом километре автодороги станица Боковская — хутор Белавин — хутор Дубовской. Занимается проведением ремонтных работ по автодороге общего пользования ЗАО «СПП». Работы были начаты с демонтажа старого моста, объект должен был быть полностью готов к началу декабря 2013 года.
24 августа 2014 года отмечал свое 204-летие с момента основания. Были организованные праздничные гуляния на территории вблизи сельского дома культуры.
В 2015 году стало известно, что в Боковском районе Ростовской области состоялось открытие мемориального комплекса «Герои не умирают» в память о погибших солдатах в 1940-х годах. Это событие связано с перезахоронением останков советских солдат, которые находились на территории хутора Белавин.

## Население
| 1989 | 2002 | 2010 |
| ---- | ---- | ---- |
| 378  | ↘350 | ↘323 |

## Инфраструктура
Действует сельскохозяйственное предприятие СПК «Белавинский».
Есть библиотека и сельский Дом культуры.

## Достопримечательности
Территория Ростовской области была заселена ещё в эпоху неолита. Люди, живущие на древних стоянках и поселениях у рек, занимались в основном собирательством и рыболовством. Степь для скотоводов всех времён была бескрайним пастбищем для домашнего рогатого скота. От тех времен осталось множество курганов с захоронениями жителей этих мест. Курганы и курганные группы находятся на государственной охране.
Поблизости от территории хутора Белавин Боковского района расположено несколько достопримечательностей — памятников археологии. Они охраняются в соответствии с Федеральным законом от 25.06.2002 N 73-ФЗ «Об объектах культурного наследия (памятниках истории и культуры) народов Российской Федерации», Областным законом от 22.10.2004 N 178-ЗС «Об объектах культурного наследия (памятниках истории и культуры) в Ростовской области», Постановлением Главы администрации РО от 21.02.97 N 51 о принятии на государственную охрану памятников истории и культуры Ростовской области и мерах по их охране и др.
- Курган «Белавин I» на территории хутора Белавина.
- Курган «Белавин II». В 0,3 км к юго-востоку от хутора Белавина.
- Курган «Белавин IV» в 1,13 км к югу от хутора Белавина.
- Курган «Белавин V» в 1,75 км к юго-востоку от хутора Белавина.
- Курган «Белавин IX» в 3,0 км к северо-западу от хутора Белавина.
- Курганная группа «Белавин III» (3 кургана) в 0,3 км к юго-востоку от хутора Белавина.
- Курганная группа «Белавин VI» (3 кургана)в 2,25 км к северо-востоку от хутора Белавина.
- Курганная группа «Белавин VII» (7 курганов). В 2,0 км к востоку от хутора Белавина.
- Курганная группа «Белавин VIII» (2 кургана)4,0 км к З от хутора Белавина[11].